# SN 2011bc
SN 2011bc – supernowa typu Ia odkryta 1 kwietnia 2011 roku w galaktyce NGC 4076. W momencie odkrycia miała maksymalną jasność 17,30m.